# بيلي تايلور
بيلي تايلور (بالإنجليزية: Billy Taylor)‏ (31 يوليو 1939 بإدنبرة في المملكة المتحدة - 30 نوفمبر 1981) هو لاعب كرة قدم بريطاني في مركز الوسط. لعب مع نادي ليتون أورينت ونوتينغهام فورست ولينكولن سيتي أف سي وبونيروغ روز أثلاتيك ‏.

## وصلات خارجية
- بيلي تايلور على موقع قاعدة بيانات كرة القدم.إي يو (الإنجليزية)